# Quantum of the Seas
Quantum of the Seas — круизное судно компании Royal Caribbean International. Первый корабль компании класса Quantum. Введён в эксплуатацию 31 октября 2014 года.

## Строительство

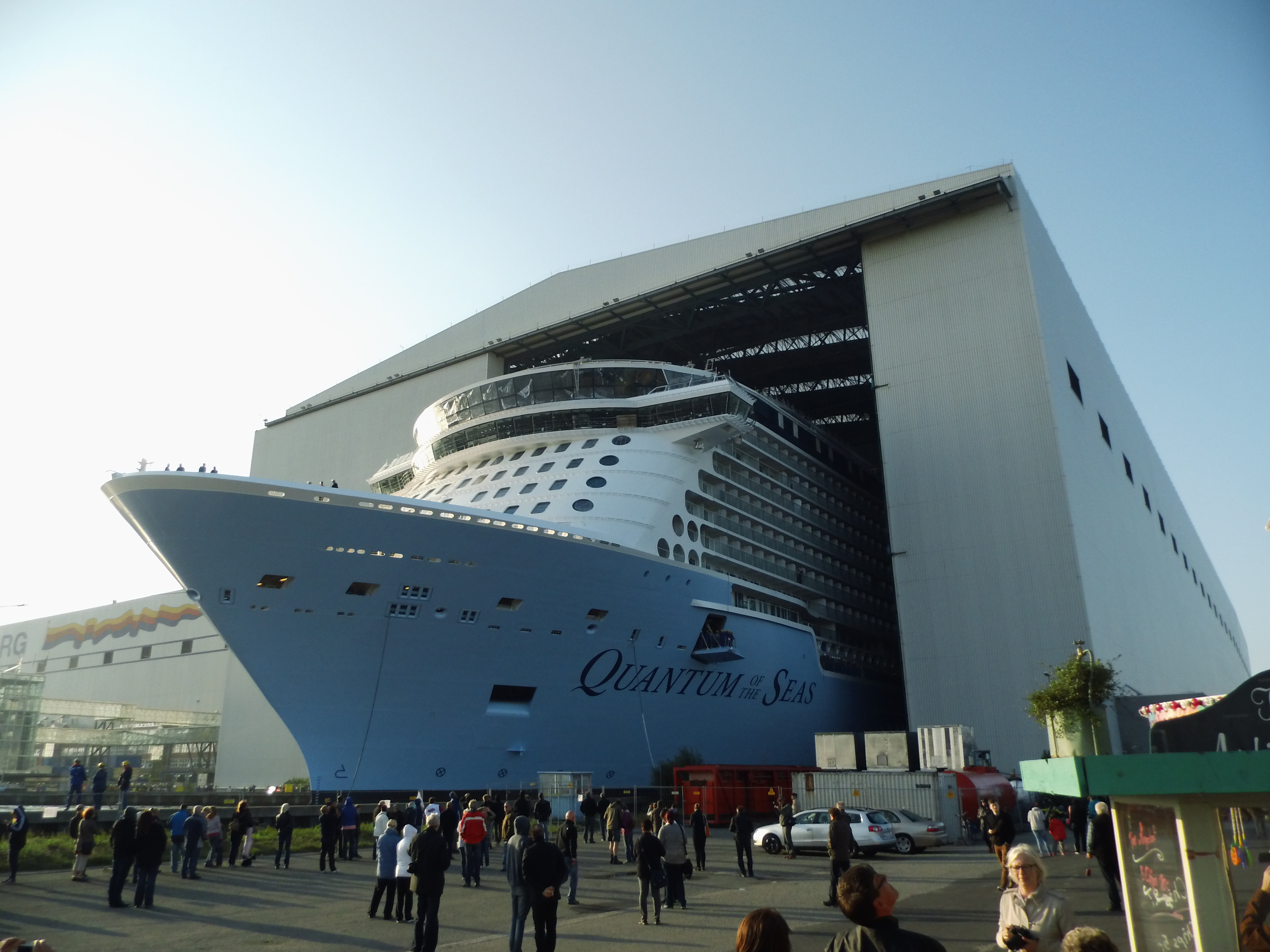
Спуск корабля на воду 13 августа 2014 года

11 февраля 2011 года RCI объявила, что на немецкой верфи Meyer Werft для неё будут построены корабли нового класса, известного тогда под кодовым именем Project Sunshine. Была также объявлена примерная дата ввода в эксплуатацию первого корабля — осень 2014 года. 31 октября 2013 года началось строительство первого корабля из Project Sunshine. В тот же день RCI объявила официальное название класса и первых двух кораблей класса — Quantum, а корабли — Quantum of the Seas и Anthem of the Seas. 16 апреля были объявлены технические характеристики корабля.

## Рейсы
2 ноября 2014 года был совершён первый рейс. С осени 2014 по весну 2015 корабль отчаливал с мыса свободы в Байонне, штат Нью-Джерси, США. В мае 2015 перемещён в Китай для совершения рейсов в Южную Корею и Японию. 20 июня 2015 посетил Гонконг.